# نهائي كوبا أمريكا 1975
نهائي كوبا أمريكا 1975 كانت المباراة النهائية لمسابقة كوبا أمريكا 1975 وهي مسابقة كرة قدم تنظم من طرف اتحاد أمريكا الجنوبية لكرة القدم، أقيمت المباراة النهائية ذهاباً وإياباً مع مباراة فاصلة على أرض محايدة، جرت أحداث مباراة الذهاب في 16 أكتوبر على ملعب إل كامبين في بوغوتا، بينما لعبت مباراة الإياب في 22 أكتوبر على ملعب بيرو الوطني في العاصمة ليما والمباراة الفاصلة على أرضية ملعب أوليمبيكو دي لا سيوداد أونفرسيتاريا في العاصمة كاراكاس في 28 أكتوبر.
جمعت المباراة النهائية بين المنتخب الكولومبي ونظيره البيروفي، خسر منتخب بيرو في مباراة الذهاب ولكنه عاد في الإياب وفاز بالمباراة، لتلعب بعد ذلك مباراة فاصلة بين المنتخبين إنتهت بتحقيق منتخب البيرو لثاني لقب في تاريخه بفضل هدف هوجو سوتيل (1-0).

## عن الفريقين
عرفت البطولة حتى عام 1975 باسم "بطولة أمريكا الجنوبية لكرة القدم".

| الفريق   | سنوات التتويج في كوبا أمريكا السابقة *(للإشارة إلى فوز المنتخب في البطولة باعتباره البلد المضيف) |
| -------- | ------------------------------------------------------------------------------------------------ |
| بيرو     | (1939*)                                                                                          |
| كولومبيا | لم يسبق له التتويج.                                                                              |

## مباراة الذهاب
| كولومبيا   | 1–0 | بيرو |
| ---------- | --- | ---- |
| كاسترو 38' |     |      |

## مباراة الإياب
| بيرو                       | 2–0 | كولومبيا |
| -------------------------- | --- | -------- |
| أوبليتاس 18' · راميريز 44' |     |          |

## المباراة الفاصلة
| بيرو      | 1–0 | كولومبيا |
| --------- | --- | -------- |
| سوتيل 25' |     |          |

## وصلات خارجية
- أرشيف RSSSF